# RD-170
De RD-170, (Russisch: РД-170, Ракетный Двигатель-170,  Raketnyj Dvigatel-170; Raketmotor-170) is 's werelds krachtigste vloeibarebrandstofmotor. De motor is ontworpen en geproduceerd in de voormalige Sovjet-Unie door NPO Energomash voor gebruik in de Energia-draagraket. De RD-170 gebruikt kerosine als brandstof en vloeibare zuurstof als oxidant. De vier verbrandingskamers worden gevoed door een enkele turbopomp die volgens het gesloten verbrandingscyclusprincipe werkt.

## Technologie
De RD-170 is een vloeibarebrandstofraketmotor en werkt met een gesloten verbrandingscyclus. Het vierkamerprincipe is ontstaan uit het feit dat de Russische raketmotorontwerpers, onder anderen Valentin Gloesjko, begin jaren vijftig van de 20e eeuw worstelden met branderinstabiliteit bij "grote" verbrandingskamers. Om deze problemen te omzeilen kwam men op het idee om meerdere "kleinere" verbrandingskamers (en straalbuizen) rond 1 (of meerdere) turbopompen te plaatsen. De in die tijd ontworpen RD-107 en RD-108 werken ook volgens het vierkamerprincipe en worden anno 2012 nog steeds gebruikt als respectievelijk de eerste- en tweedetrapmotoren van de Sojoez-raket.
De vier branderkamers van de RD-170 worden gevoed door een enkele turbopomp. Deze turbopomp bestaat uit een kerosinepomp en een vloeibaar zuurstofpomp, beide zitten op dezelfde as en worden aangedreven door een gasturbine. Om de gasturbine aan te drijven worden twee zuurstofrijke voorverbranders gebruikt. De complete zuurstofstroom voor de motor gaat door de voorverbranders en turbine. Dit is zeer efficiënt maar heeft als nadeel dat er hete zuurstofrijke gassen door de motor getransporteerd moeten worden. Het principe van de zuurstofrijke voorverbrander is geperfectioneerd tijdens de ontwikkeling van de NK-15- en NK-33-raketmotoren.

## Geschiedenis
De RD-170 in zijn oorspronkelijke vorm als hoofdmotor van de Energia wordt niet meer gemaakt sinds het Energia-project werd gestaakt. De RD-171 werd ook ten tijde van het Energia-project ontwikkeld voor de vier side-boosterraketten. Motorisch is deze vrijwel gelijk maar met stuwstraalbesturing waarbij de vier straalbuizen in twee vlakken kunnen bewegen in plaats van een.

## Afgeleiden
De RD-171M werd gebruikt voor de Zenit-3SL-raketten die door Sea Launch werden gelanceerd. De RD-180 is een directe afstammeling van de RD-170 en heeft "maar" twee van de vier straalbuizen. De motor wordt gebruikt in de Amerikaanse Atlas V en de eerdere Atlas III. Ook de RD-191 van de Angara is een directe afstammeling van de RD-170 maar uitgevoerd met slechts één verbrandingskamer en straalbuis. De RD-181 die op de Antares 200-serie worden gebruikt, en de RD151 van de Zuid-Koreaanse Naro-1 zijn op hun beurt weer aangepaste versies van de RD-191.
De RD-171MV, een gemoderniseerde variant van de RD-171M, zal op de Irtysj (alias Sojoez 5) worden gebruikt.
Ook worden een gemoderniseerde RD170 en RD171 door Roskosmos genoemd als motoren voor een toekomstige, Russische super heavy lift-raket.
Voor de AR-1 die Aerojet Rocketdyne ontwierp als back-up-plan voor de BE-4 van de Vulcan-raket is goed gekeken naar de technieken van RD-170 en de NK-33.

## Galerij

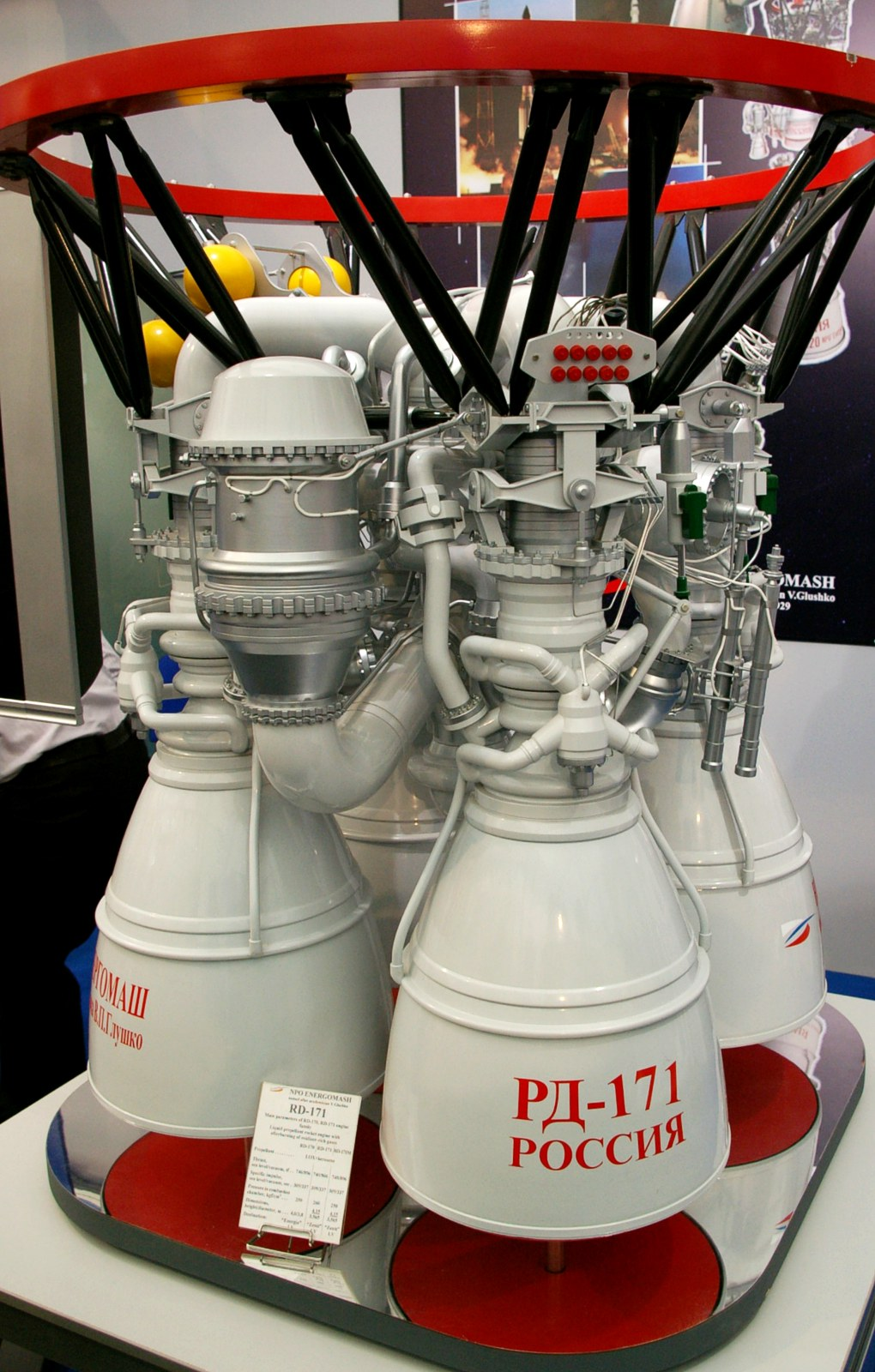
RD-171-model